# Coplan sauve sa peau
Série
Coplan ouvre le feu à Mexico
(1967)
Pour plus de détails, voir Fiche technique et Distribution.
Coplan sauve sa peau est un film d'espionnage franco-italien réalisé par Yves Boisset, sorti en 1968.

## Résumé
Francis Coplan se retrouve cette fois en Turquie, à Istanbul, pour enquêter sur l'assassinat d'un vieux savant. 
Mara, que Coplan a aimée autrefois, a assisté à un meurtre, mais elle-même est tuée tandis que Coplan est précipité dans le Bosphore. Il en réchappe et l'enquête qu'il mène lui fait côtoyer des personnages pittoresques, notamment un sculpteur étrange, Théler, et une danseuse, Eva, troublant sosie de Mara, qui se révèle être sa sœur. La belle disparait de son cabaret et Coplan, grâce aux informations fournies par Théler, découvre le château qui domine les Jardins du Diable, en Turquie orientale. C'est le repaire de Hugo, le propre frère de Mara et Eva. Chef d'une étrange organisation et secondé par l'inquiétante Carole, Hugo est prêt à déclencher l'apocalypse en prétendant apporter la paix au monde. Coplan devient alors l'objet d'une « chasse à l'homme » : il est traqué dans la vallée par Carole et ses hommes de main, mais parvient à en réchapper et à déjouer les plans d'Hugo.

## Fiche technique
- Réalisation : Yves Boisset
- Scénario : d'après le roman de Paul Kenny Coplan paie le cercueil (éditions Fleuve noir)
- Adaptation et dialogues : Claude Veillot, Yves Boisset
- Assistant réalisateur : Claude Othnin-Girard
- Images : Pierre Lhomme, Alain Derobe
- Opérateur : Pierre Goupil, assisté de Colin Mounic, Gilbert Duhalde et Guy Testa-Rossa
- Montage : Gilbert Kikoïne
- Son : Robert Hamard
- Montage : Claude Gros
- Musique : Jean-Claude Pelletier
- Chanson : Mara/Eva, chantée par Toulaï (disques Philips)
- Chef de production : Robert de Nesle
- Maquillage : Pierre Llinarès et Charly Koubesserian
- Script-girl : Claudine Taulère
- Combats et cascades dirigés par Claude Carliez
- Les robes de N. Michaël sont de Jacques Heim
- Chaussures de Cypris
- Mixage : L. et M. Kikoïne
- Production : Comptoir Français du Film (Paris), Ciné Socolo (Rome)
- Directeur de production : Jean Maumy
- Photographe de plateau : Jean-François Ledu et Robert César
- Pellicule 35 mm, couleur, procédé Eastmancolor (Kodak)
- Enregistrement dans les studios Marignan
- Tirage : Laboratoire Eclair
- Durée : 110 minutes
- Genre : Aventure / Espionnage
- Langue : Français
- Première présentation le 21 février 1968

## Distribution
- Claudio Brook : Francis Coplan, l'agent secret
- Margaret Lee : Mara Saroghu et Eva
- Bernard Blier : Abdul Mascar, le taxidermiste
- Nanna Michaël : Carole, la chasseresse, amie de Hugo
- Jean Servais : Akrahim Saroghu
- Manuella Saint-Amont : Yasmine
- Agathe Alma : Fatih
- Klaus Kinski : Theler, le sculpteur
- Hans Meyer : Hugo Gensbach
- Le nain Roberto : Tim
- Jean Topart : le lieutenant Sakki
- Roger Lumont : Glouton
- Andrew Rey : Gamal, le domestique de Saroghu
- Eric Wasberg : un poursuivant de Coplan
- Serge Jessa : le barman
- Nick Jordan
- Gérard Moisan
- Daniel Vérité : un homme de main
- Michèle Delacroix

## Un vrai-faux Coplan
Yves Boisset, qui avait assisté le cinéaste Riccardo Freda sur Coplan ouvre le feu à Mexico (1967), assure ici sa première réalisation pour le cinéma. 
Le film, commande du producteur Robert de Nesle, est écrit et tourné sous le titre Les Jardins du diable. Yves Boisset intègre dans son scénario de nombreux hommages cinéphiliques, notamment aux Chasses du comte Zaroff. La particularité de Coplan sauve sa peau est en outre qu'il ne s'agit nullement, au départ, d'une adaptation des aventures de Francis Coplan : dans le scénario original, comme durant les prises de vue, le héros s'appelle Stark (en hommage au film Le Point de non-retour, qui est adapté d'un livre de Richard Stark). Une fois terminé, le film déconcerte le producteur, qui n'avait pas lu le scénario avant le tournage. Robert de Nesle juge qu'il s'agit là d'un film « pour ciné-clubs », et non de la simple série B qu'il avait envisagée. Afin de le rendre plus commercial, Les Jardins du diable est alors transformé, en post-production, en une adaptation du roman Coplan paie le cercueil - qui a pour seul point commun de se dérouler à Istanbul - en profitant du fait que Robert de Nesle possède alors les droits d'adaptation cinématographique des romans de Paul Kenny. Le héros, Stark, est simplement rebaptisé « Coplan » lors de la post-synchronisation — ce qui pose d'ailleurs des problèmes car les deux noms n'ont pas le même nombre de syllabes — et le titre changé. Yves Boisset, catastrophé par ces modifications imprévues et par un titre qu'il juge exécrable, a la surprise de voir son film salué par certains critiques, notamment Jean-Louis Bory. Coplan sauve sa peau est, à l'arrivée, un honorable succès commercial.